# Carausius abbreviatus
A Carausius abbreviatus a rovarok (Insecta) osztályának a botsáskák (Phasmatodea) rendjéhez, ezen belül a valódi botsáskák (Phasmatidae) családjához és a Lonchodinae alcsaládjához tartozó faj.
Elterjedt terráriumi díszállat.

## Elterjedése
Borneóban honos, Sarawak és Sabah területén.

## Rendszertani besorolása
A fajt először Dixippus abbreviatus néven a Dixippus nevű nembe sorolták be, később a Phasgania nembe mozgatták át. Ma már mindkét nem a Carausius szinonimája, így lett a faj neve Carausius abbreviatus.

## Megjelenése
A nőstények 105–120 mm hosszúságúak, barna színűek, elülső és középső pár lábaikon hosszúkás lebenyek és számos tüske található. A hímek 63–79 mm hosszúak, jóval karcsúbbak a nőstényeknél. Ők is rendelkeznek a lebenyekkel, de rajtuk kevéssé kifejezettek, azonban az utolsó előtti potrohszelvényükön 5 mm-es megvastagodás látható. Mindkét ivar szárnyatlan.
Más fajoktól a megrövidült hátsó lábaik alapján lehet elkülöníteni őket, ami a nőstényeknél a negyedik, hímeknél a hetedik potrohszelvényhez kapcsolódik.

## Életmódja
Fogságban táplálható szeder, galagonya, tűztövis, eukaliptusz, rózsa és málna levelével.

### Szaporodás, egyedfejlődés
A peték nagyjából 3 mm nagyságúak. A 16 mm-es nimfák 3 hónap múltán kelnek ki.